# Edificis a l'esplanada de les Caputxines, 45-57 (Mataró)
Els Edificis a l'esplanada de les Caputxines, 45-57 és un conjunt d'edificis de Mataró (Maresme) protegits com a bé cultural d'interès local.

## Descripció
Conjunt de vuit cases de entre mitgeres de planta baixa i pis, molt senzilles, que formen el conjunt de l'Esplanada, junt al convent de les Caputxines. Es caracteritzen per la repetició en façana de portals i finestres i la continuïtat de la cornisa.
Caldria modificar la volumetria de la casa núm. 43 adaptant-la a la resta del conjunt. Aquestes cases foren edificades en el període de creixement comprés entre 1732 i 1751.